# Зиглевский, Антон Петрович
Антон Петрович Зиглевский — советский хозяйственный, государственный и политический деятель.

## Биография
Родился в 1937 году в Польше (на территории современной Ровненской области). Член КПСС.
С 1958 года — на хозяйственной, общественной и политической работе.
В 1958—1991 гг. — машинист экскаватора, бригадир комсомольско-молодёжной бригады, бригадир комплексной экскаваторной бригады Сарненской механизированной колонны № 66 треста «Полесьеводстрой» Ровненской области Украинской ССР.
За широкое использование результатов научных исследований и внедрение передового опыта в производство риса, кукурузы, гречихи, сахарной свёклы, льна, обеспечивших значительное повышение культуры земледелия, эффективное использование техники и рост на этой основе производства с/х продукции, и инициативу в развитии наставничества был в составе коллектива удостоен Государственной премии СССР за выдающиеся достижения в труде 1977 года.
Делегат XXV съезда КПСС.
Жил на Украине.

## Награды
- Орден Ленина[1]
- Орден Октябрьской Революции[1]
- Орден Дружбы Народов (13.08.1986)[3]